# Exécutif grec de 1822
Première République hellénique
Aucun (domination ottomane) Exécutif grec de 1823
L’Exécutif de 1822 (grec moderne : Εκτελεστικό 1822) est un collège de cinq membres ayant gouverné l'État grec insurgé de janvier 1822 à avril 1823 au début de la guerre d'indépendance grecque.
Il s'agit du premier « gouvernement provisoire » mis en place avec la proclamation de l'indépendance par l'assemblée d'Épidaure. Élu avec un mandat d'un an, il ne fut remplacé qu'en mai 1823 par l'Exécutif grec de 1823, élu par l'Assemblée nationale d'Astros.
Membres :
- Aléxandros Mavrokordátos, président nommé le 13 janvier 1822 avant les autres membres nommés le 16 janvier
- Athanásios Kanakáris
- Ioánnis Orlándos
- Anagnóstis Papayannópoulos (Deligiánnis)
- Ioánnis Logothétis

L'exécutif nomma une liste de ministres le 16 janvier 1822 :
| Fonction                                                   | Ministre                                                                      |
| ---------------------------------------------------------- | ----------------------------------------------------------------------------- |
| Président du Conseil des Ministres                         | Théodore Négris                                                               |
| Premier Secrétaire d'État (Αρχιγραμματεύς της Επικρατείας) | Théodore Négris                                                               |
| Ministre des Affaires étrangères                           | Théodore Négris                                                               |
| Ministre de l'Intérieur (en)                               | Ioannis Kolettis                                                              |
| Ministre des Finances                                      | Panoutsos Notaras                                                             |
| Ministre de la Guerre                                      | Nótis Bótsaris                                                                |
| Ministre de la Marine (el)                                 | Comité de trois membres représentant (théoriquement?) Hydra, Spetsès et Psará |
| Ministre de la Justice (en)                                | Theódoros Vlássis (parfois appelé Theodorákis Vlássis)                        |
| Ministre des Affaires religieuses                          | Joseph, évêque d'Androussa (el)                                               |
| Ministre de la Police (en)                                 | Lámbros Nákos                                                                 |

En février 1822, les trois membres du Comité ministériel pour la Marine sont nommés :
- N. Pantéli Nikolakis (Hydra)
- Andréas Anargírou (Spetsès)
- Ioannis Nikolaou Lazarou (Spetsès)

En juin 1822, Francéskos Voúlgaris (Hydra) remplace N. Pantéli Nikolakis.

## Sources
- (el) Cet article est partiellement ou en totalité issu de l’article de Wikipédia en grec moderne intitulé « Εκτελεστικό 1822 » (voir la liste des auteurs).
- (el) Anargyros Hatzianargyrou, Spetsiotiques : documents et déclarations historiques sur la révolution grecque de 1821 [« Τα Σπετσιώτικα, ήτοι συλλογή ιστορικών εγγράφων και υπομνημάτων αφορόντων τα κατά την Ελληνικήν Επανάστασιν του 1821 »], t. 1, Athènes, D. A. Mavrommatis,‎ 1861 (lire en ligne)